# Nemoraea lateralis
Nemoraea lateralis är en tvåvingeart som beskrevs av Macquart 1848. Nemoraea lateralis ingår i släktet Nemoraea och familjen parasitflugor.
Artens utbredningsområde är Frankrike. Inga underarter finns listade i Catalogue of Life.